# Овчеґлови
Овчеґлови (пол. Owczegłowy) — село в Польщі, у гміні Роґозьно Оборницького повіту Великопольського воєводства.
Населення — 231 особа (2011).
У 1975-1998 роках село належало до Пільського воєводства.

## Демографія
Демографічна структура станом на 31 березня 2011 року:
|          | Загалом | Допрацездатний вік | Працездатний вік | Постпрацездатний вік |
| -------- | ------- | ------------------ | ---------------- | -------------------- |
| Чоловіки | 115     | 33                 | 79               | 3                    |
| Жінки    | 116     | 37                 | 70               | 9                    |
| Разом    | 231     | 70                 | 149              | 12                   |